# طیب صالح
طیب صالح (عربی: الطيب صالح)؛ (زاده: ۱۲ ژوئیه ۱۹۲۹ – درگذشته: ۱۸ فوریه ۲۰۰۹)، ادیب سودانی و یکی از مشهورترین نویسندگان عرب است که توسط منتقدان «نابغه رمان عربی» نامگذاری شد. او در بریتانیا، قطر و فرانسه زندگی کرد.
الطیب صالح - یا «نابغه رمان عربی» نام و نام خانوادگی او طیب محمد صالح احمد بوده‌است. در شمال سودان، در منطقه مروی در روستای کرمکول به دنیا آمد، او در یک بیمارستان در پایتخت بریتانیا لندن، در شب چهارشنبه ۱۸ فوریه ۲۰۰۹ درگذشت، وی در جوانی برای تکمیل مطالعات خود به خارطوم نقل مکان کرد و سپس به انگلستان سفر کرد و در آنجا تحصیلات خود را ادامه داد و رشته تحصیلی خود را برای مطالعه امور سیاسی بین‌المللی تغییر داد.

## سیر زندگی علمی او
الطیب صالح در سال‌های اخیر در بخش عربی بی‌بی‌سی کار می‌کرد و در آنجا به عنوان مدیر فیلمهای درام بود و پس از استعفای وی از بی‌بی‌سی به سودان بازگشت. او برای یک دوره در رادیو سودان کار کرد و سپس به دولت قطر مهاجرت کرد و در وزارت اطلاعات کار کرد. سپس به عنوان مدیر منطقه ای یونسکو در پاریس خدمت می‌کرد و نماینده سازمان در خلیج فارس بود.

## ادبیات وی
الطیب صالح بسیاری از رمان‌هایی را که به بیش از سی زبان ترجمه شده‌است نوشت مانند «فصل مهاجرت به شمال»، «عروسی زین»، «مریود» و… «مهاجرت به شمال» یکی از ۱۰۰ رمان برتر دنیا است. او جوایز متعددی را به دست آورده‌است. این رمان نخستین بار در اواخر دهه ۱۹۶۰ در بیروت منتشر شد. در سال ۲۰۰۱ کتاب او توسط آکادمی عرب در دمشق به عنوان نویسنده «بهترین رمان عرب قرن بیستم» شناخته شد.
الطیب صالح سه رمان و چند مجموعه داستان کوتاه را منتشر کرد. رمان او «عروسی زین» در اواخر دهه ۱۹۷۰ به یک نمایشنامه در لیبی تبدیل شد.
الطیب صالح در زمینه روزنامه‌نگاری یک ستون هفتگی در یک روزنامه عربی لندن تحت عنوان مجله داشت که در آن می‌نوشت؛ و در طول کار خود در بی‌بی‌سی نیز به موضوعات مختلف ادبی می‌پرداخت.

## آثار
تعدادی از رمانهای او عبارتند از:
- فصل هجرت به شمال
- مریود
- کشور من سودان

## جایزه بین‌المللی
جایزه الطیب صالح بخاطر نوآوری در نوشتن در زمینه رمان، داستان کوتاه. ارزش جایزه: ۲۰۰ هزار دلار آمریکایی یک جایزه بین‌المللی است.
در فوریه ۲۰۱۱، جایزه بین‌المللی الطیب صالح برای خلاقیت ادبی به رسمیت شناخته شده‌است.

## از کتاب وی
«من می‌خواهم حق خودم را از زندگی با زور بگیرم، من می‌خواهم عشق از قلبم فوران بکند، ما براساس استانداردهای جهان صنعتی اروپا، دهقانان ضعیفی هستیم، اما زمانی که پدربزرگم را به آغوش می‌گیرم احساس غنی بودن می‌کنم، مثل اینکه من یک حلقه ای از ضربان قلب جهان بودم.» «فصل مهاجرت به شمال»

## درگذشت
او در روز چهارشنبه ۱۸ فوریه ۲۰۰۹ در لندن درگذشت. مراسم خاکسپاری او در روز جمعه (۲۰ فوریه) در سودان برگزار شد که در آن بسیاری از مقامات ارشد عرب، نویسندگان، عمر البشیر رئیس‌جمهور سودان، محمد صدیق المهدی نخست‌وزیر سودان و محمد عثمان المرغانی نخست‌وزیر سابق، شرکت کردند.